# H. Voit & Söhne

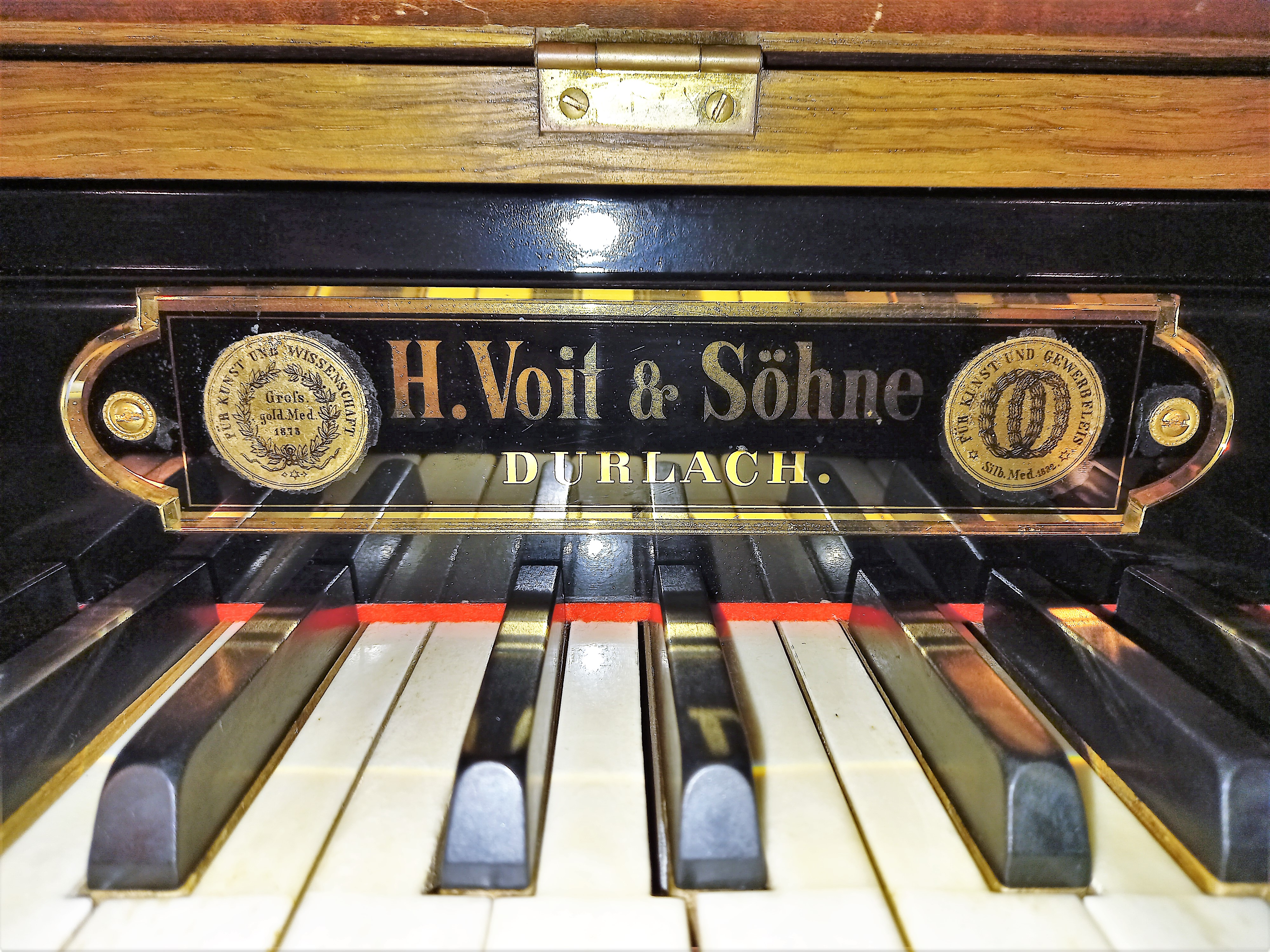
Typisches Firmenschild der Firma H. Voit & Söhne an der Orgel der Friedenskirche Kirkel-Neuhäusel

Briefkopf von H. Voit & Söhne auf Rechnung von 1913

H. Voit & Söhne war ein Orgelbauunternehmen in Durlach, das überwiegend Orgeln für den südwestdeutschen Raum, aber auch in das internationale europäische Ausland lieferte. Das Unternehmen hat seine Wurzeln bereits im ausgehenden 17. Jahrhundert und firmierte von 1890 bis zur Firmenaufgabe im Jahr 1932 unter diesem Namen.

## Geschichte

### Frühgeschichte
Das Familienunternehmen Voit stammte ursprünglich aus Franken und war vor der Umsiedelung nach Durlach bereits in der vierten Generation tätig. Als Firmengründer gilt Johann Georg Voit, der die Firma 1670 in Schweinfurt gründete und bis 1701 führte. Dessen Sohn Johann Bernhard Voit war daraufhin Inhaber der Firma bis zum Jahr 1730. Von 1730 bis 1771 wurde das Unternehmen durch Johann Rudolf Voit in der dritten und ab 1771 durch Johann Michael Voit in der vierten Generation geführt.
Johann Volkmar Voit (1772–1806), Sohn von Johann Michael Voit, hatte vier Brüder, darunter Carl Friedrich Voit und Johann Christian Voit.
Johann Volkmar Voit siedelte 1794 von Schweinfurt nach Durlach (heute Stadtteil von Karlsruhe) über, wo er im selben Jahr Katherina Friederike Stein, die Tochter des Durlacher Orgel- und Klavierbauers Georg Marcus Stein (1738–1794), heiratete und nach dem Tod des Schwiegervaters das Unternehmen übernahm. Nach dem frühen Tod von Johann Volkmar Voit, den Kurfürst Karl Friedrich 1804 zum Badischen Hoforgelmacher ernannt hatte, heiratete die Witwe den Orgelmachergesellen Johann Ludwig Wilhelm Bürgy (1761–1838). Er bildete seinen Stiefsohn Louis Voit (1802–1883) zum Orgelbauer aus und machte ihn 1835 zu seinem Teilhaber und Nachfolger. Louis Voit hatte die Leitung der Firma von 1835 bis 1870 inne.

### Inhaber Heinrich Voit

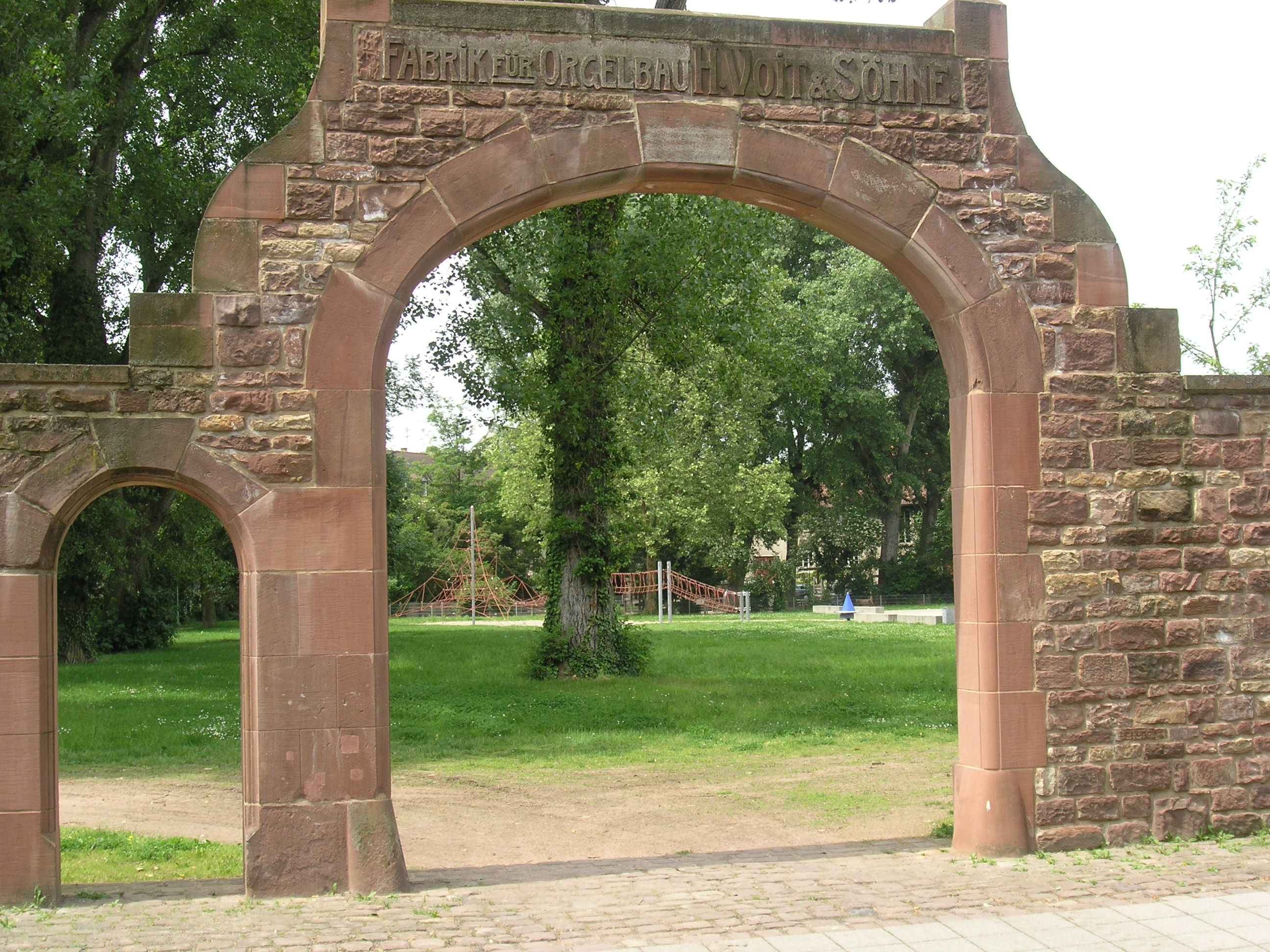
Ehemaliges Fabrikportal (2005)

1870 wurde Louis’ Sohn Heinrich Voit (* 18. März 1834 in Durlach; † Oktober 1914 ebenda) Geschäftsführer und firmierte ab 1890 zusammen mit seinen Söhnen Emil (1865–1924) und Siegfried (1870–1939) als H. Voit & Söhne. Des Weiteren waren auch die jüngeren Söhne Heinrich Voit jun. (1871–1926) und Julius Voit (1883–1955) im Familienunternehmen tätig.
Unter Heinrich Voit erlebte das Unternehmen bis zum Ersten Weltkrieg seine Blütezeit. In das Jahr 1890 fällt die erste Voit-Orgel mit pneumatischer Traktur. Zu Heinrich Voits Zeit wurde 1899 ein der amerikanischen Rooseveltlade ähnliches, sehr reaktionsschnelles pneumatisches Windladensystem entwickelt. Angesichts der bereits ab etwa 1885 von Voit vereinzelt gebauten Scheibenlade, so in der Kirche Bühl-Neusatz erhalten, muss hinterfragt werden, ob Voit sich wirklich an dem US-Vorbild orientierte, wie in der spärlich vorhandenen Literatur  vereinzelt behauptet wird. Da die Scheibenlade gewissermaßen eine mechanische Version des 1899 von Voit patentierten pneumatischen Windladensystems ist, könnte sie durchaus ebenso als Vorbild gedient haben. Die ersten Versuche mit elektrischer Traktur fanden bereits 1885 in der Kirche St. Barbara in Forst (Baden) statt. Allerdings bezog Voit seit mindestens 1887 elektropneumatische Trakturen von M. Welte & Söhne, die Zusammenarbeit ist nicht erforscht.
In der Evangelischen Stadtkirche und der Kirche St. Bernhard, beide in Karlsruhe, wurden Hochdruckregister disponiert.
Eine Spezialität des Unternehmens waren großzügig gebaute Konzertsaalorgeln. 1903 baute Voit für die Stadthalle Heidelberg nach den Plänen des Heidelberger Universitätsmusikdirektors Philipp Wolfrum eine große Konzertorgel mit dem ersten fahrbaren elektrischen Orgelspieltisch in Deutschland. Die Instrumente in der Stadthalle Heidelberg und im Prager Smetanasaal sind auf den Ursprungszustand restauriert erhalten. Die Konzertorgel des Kurhauses in Baden-Baden war ausgelagert, wurde 2022/23 restauriert und in der Pfarrkirche Erbendorf aufgebaut. Im Jahr 1912 lieferte Voit eine dreimanualige Orgel mit 50 Registern an die Privatresidenz des Grafen de la Révelière (nicht erhalten). Eine Besonderheit stellt der Fall der nicht mehr erhaltenen, großen Voit-Orgel im Franz-Liszt-Konservatorium in Budapest dar. Diese Orgel war 1967 durch eine Walcker-Konzertorgel im neobarocken Stil ersetzt worden. In den Jahren 2017–2018 wurde die Voit-Orgel durch die Firma Klais bis ins kleinste Detail (Spieltischanlage, Elektrik) originalgetreu rekonstruiert, so dass das zuvor verlorene Voit’sche Opus maximum nun wieder vorhanden ist.
Heinrich Voit belieferte auch verschiedene kleinere badische Orgelbauer mit Orgelteilen und Pfeifen, so zum Beispiel seinen ehemaligen Lehrling Mathias Burkart (1838–1922) in Heidelberg-Kirchheim oder Wilhelm Schwarz & Sohn in Überlingen.
Viele Voit-Orgeln wurden im Krieg zerstört, andere wurden später abgebaut, da sich der Zeitgeist in Abkehr von den sehr grundtönig und warm klingenden Instrumenten Voits hin zu barocken Vorbildern gewandelt hatte, und die Voit'schen pneumatischen und elektropneumatischen Windladen sehr anfällig für klimatische Einflüsse waren (so wurde die erhaltene Voit-Orgel im Volkshaus Jena noch in den 1980er Jahren durch einen Neubau ersetzt). Ein bedeutendes Instrument in einer Kirche steht in der Lutherkirche Mannheim; sie besitzt 3 Manuale und 40 Register und wurde nach Kriegsbeschädigung und neobarocken Umbauten nahezu auf den Ursprungszustand restauriert; sie ist die größte erhaltene Kirchenorgel der Firma unter Heinrich Voit.
Hans Voit (1904–1994), Sohn von Heinrich Voit jun., gründete 1930 in Stendal einen eigenen Betrieb.

### Niedergang der Firma

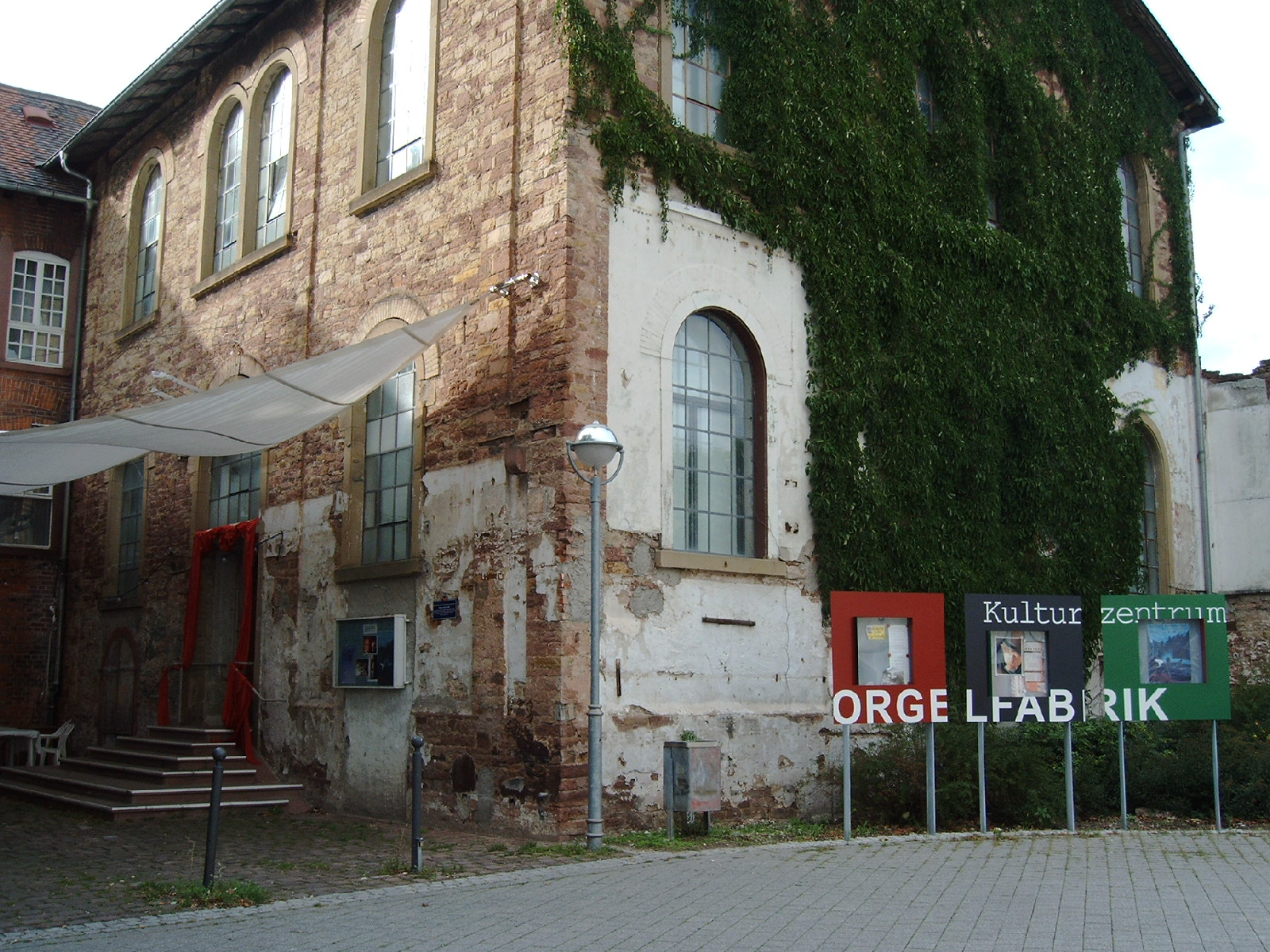
Heutiges Kulturzentrum Orgelfabrik (2005)

Der Erste Weltkrieg schwächte das Unternehmen beträchtlich. Ab 1914 wurden bis zu Kriegsende beinahe alle Arbeiter eingezogen, Carl Hess (1879–1943), langjähriger Betriebsleiter und Intonateur, hielt zusammen mit Emil und Siegfried Voit in Durlach den Betrieb notdürftig aufrecht. Nur wenige der erfahrenen ehemaligen Mitarbeiter kehrten nach Kriegsende wieder heim.
An vielen der nach 1918 neu gebauten Orgelwerke waren bereits bei der amtlichen Abnahme schwerwiegende technische Mängel vorhanden. Den 1927 misslungenen Umbau der Orgel in Mannheim-Feudenheim nahm der für Baden tätige evangelische Orgelbauinspektor Walter Leib zum Anlass, öffentlich vor den Arbeiten des Unternehmens Voit zu warnen.

### Firmenaufgabe und Nachfolge
Betriebsleiter Carl Hess gründete 1920 in Durlach einen eigenen Orgelbaubetrieb und förderte systematisch den Niedergang seines ehemaligen Arbeitgebers. Im Frühjahr 1932 gab Siegfried Voit das Unternehmen auf. Die bis dahin noch bei Voit verbliebenen Orgelbaumeister Reinhold Sauder (als Intonateur) und Wilhelm Wagner (als Windladenschreiner) machten sich selbstständig. Die oft verbreitete Anmerkung, Hess habe sich in Voits Werkstätten eingerichtet, ist allerdings unbelegt und nicht haltbar. Bereits in den 1930er Jahren baute Carl Hess vereinzelt Schleifladen.
Nach dem Tod von Carl Hess führte die Witwe Anni Hess geb. Meyer (1900–1981) den Betrieb bis zum Jahresbeginn 1961 weiter. Dann erlosch auch die Firma Hess.

## Werkliste (unvollständig)
Kursivschreibung zeigt an, dass die Orgel nicht mehr oder nur noch der Prospekt erhalten ist. In der sechsten Spalte bezeichnet die römische Zahl die Anzahl der Manuale, ein großes „P“ ein selbstständiges Pedal. Die arabische Zahl gibt die Anzahl der klingenden Register an. Die letzte Spalte bietet Angaben zum Erhaltungszustand und zu Besonderheiten sowie Links mit weiterführender Information.

### Johann Rudolf Voit (1730–1771)
| Jahr | Ort                  | Gebäude             | Bild | Manuale | Register | Bemerkungen                                                                     |
| ---- | -------------------- | ------------------- | ---- | ------- | -------- | ------------------------------------------------------------------------------- |
| 1730 | Mainstockheim        | St. Jakobus         |      | I/P     | 12       |                                                                                 |
| 1730 | Mailes               | Lukaskirche         |      | I/P     | 8        |                                                                                 |
| 1751 | Königsberg in Bayern | St. Burkhard        |      | I/P     | 9        |                                                                                 |
| 1751 | Burgpreppach         | Evangelische Kirche |      | I/P     | 11       | 1973 Erweiterung um ein Rückpositiv auf II/19 durch Gerhard Schmid (Kaufbeuren) |
| 1758 | Weichtungen          | St. Josef           |      | I/P     | 13       | Prospekt aus dem Jahr 1630; erhalten                                            |
| 1766 | Gollhofen            | St. Johannis        |      | I/P     | 12       | → Orgel                                                                         |

### Johann Michael Voit (1771–1794)
| Jahr   | Ort           | Gebäude                            | Bild | Manuale | Register | Bemerkungen |
| ------ | ------------- | ---------------------------------- | ---- | ------- | -------- | ----------- |
| 1776   | Escherndorf   | St. Johannes Baptist               |      | I/P     | 11       | erhalten    |
| ~ 1780 | Rödelsee      | Evangelische Bartholomäuskirche    |      | I/P     |          |             |
| 1786   | Helmershausen | Evangelische Kirche (Dom der Rhön) |      | II/P    | 26       | erhalten    |
| 1791   | Wetzhausen    | St.Martin                          |      | I/P     | 14       | erhalten    |

### Johann Volkmar Voit (1794–1806)
| Jahr | Ort                        | Gebäude             | Bild | Manuale | Register | Bemerkungen |
| ---- | -------------------------- | ------------------- | ---- | ------- | -------- | --- |
| 1801 | Kleinlangheim              | St. Georg und Maria |      | I/P     | 13       | erhalten |
| 1801 | Bauschlott                 | Evangelische Kirche |      | I/P     | 12       | 1882 ersetzt durch eine neue Orgel von Louis Voit; alte Voit-Orgel von 1801 umgesetzt in die Evangelische Kirche von Schönau (Pfalz), 1971 dort durch Oberlinger um ein Rückpositiv auf II/17 erweitert. |
| 1802 | Langensteinbach (Karlsbad) | Evangelische Kirche |      | IIP     | 11       | 1871 ersetzt |

### Louis Voit (1835–1870)
| Jahr | Ort                 | Gebäude                  | Bild | Manuale | Register | Bemerkungen |
| ---- | ------------------- | ------------------------ | ---- | ------- | -------- | --- |
| 1836 | Feldberg            | St. Ulrich               |      | I/P     | 8        | verändert erhalten → Orgel |
| 1840 | Knittelsheim        | St. Georg                |      | II/P    | 18       | technisch verändert erhalten |
| 1840 | Zeiskam             | St. Bartholomäus         |      | II/P    | 22       | 1910 durch einen Neubau der Firma Link ersetzt, dieser wiederum 1980 durch einen Neubau von Gerhard Kuhn (Esthal) ersetzt; Gehäuse erhalten                 |
| 1841 | Grünwettersbach     | Evangelische Kirche      |      | I/P     | 12       | restauriert durch Firma Vier → Orgel |
| 1844 | Guttenbach          | Evangelische Kirche      |      | I/P     | 10       | erhalten |
| 1846 | Wartenberg-Rohrbach | Evangelische Kirche      |      | I/P     | 11       | |
| 1846 | Sembach             | Protestantische Kirche   |      | I/P     | 13       | |
| 1848 | Nüstenbach          | Evangelische Kirche      |      | I/P     | 6        | erhalten |
| 1849 | Meckesheim          | Evangelische Kirche      |      |         |          | Technischer Neubau einer älteren Orgel; 1937 ersetzt durch einen technischen Neubau der Firma Walcker                                                       |
| 1850 | Neunkirchen (Baden) | St. Bartholomäus         |      | I/P     | 15       | erhalten |
| 1851 | Mückenloch          | Evangelische Kirche      |      | I/P     | 6        | 1931 durch einen Neubau der Firma Walcker ersetzt, dabei wurden einige Pfeifen wiederverwendet.                                                             |
| 1853 | Friedrichshof       | St. Maria Rosenkoenig    |      | I/P     | 9        | restauriert durch Vleugels 1993 |
| 1860 | Gerolzahn           | St. Marien               |      | I/P     | 4        | restauriert durch Vleugels 1974 |
| 1860 | Schönbrunn (Baden)  | Evangelische Kirche      |      |         |          | 1921 durch einen Neubau der Firma Voit ersetzt; Gehäuse erhalten                                                                                            |
| 1861 | Knielingen          | Evangelische Kirche      |      | II/P    | 23       | 1908 Umbau und Erweiterung durch Voit; 1983 durch einen Neubau von Georges Heintz (Schiltach) ersetzt, dabei wurde zahlreiches Pfeifenwerk wiederverwendet. |
| 1864 | Baden-Baden         | Evangelische Stadtkirche |      | II/P    | 30       | nicht erhalten |
| 1865 | Hartheim am Rhein   | St. Peter und Paul       |      | II/P    | 20       | verändert erhalten, erbaut für Sulz bei Lahr → Orgel |
| 1867 | Baden-Baden         | St. Bonifatius           |      |         |          | einige Register erhalten |
| 1868 | Ladenburg           | St. Gallus               |      | III/P   | 41       | seit 2005 Alexanderkirche Marbach → Orgel |
| 1869 | Weidenthal          | Christuskirche           |      | II/P    | 24       | erhalten, restauriert 1997 durch Gerhard Kuhn, Esthal |

### Heinrich Voit & Söhne (1870–1932)
| Jahr   | Ort                                | Gebäude                                   | Bild | Manuale | Register | Bemerkungen |
| ------ | ---------------------------------- | ----------------------------------------- | ---- | ------- | -------- | --- |
| 1871   | Karlsruhe                          | Stadtkirche                               |      | III/P   | 40       | Neubau unter Verwendung von Teilen der Silbermann-Orgel aus der Benediktinerabtei Villingen; 1900 durch eine neue orchestrale Voit-Orgel ersetzt. |
| 1873   | Hilsbach                           | Michaelskirche                            |      | II/P    | 18       | erhalten |
| 1875   | Karlsruhe                          | Liberale Synagoge                         |      | II/P    |          | 1939 in einem Neubau von Carl Hess für die Christkönigskirche im Stadtteil Ruppürr aufgegangen |
| 1875   | Heidelberg                         | Jesuitenkirche                            |      |         |          | viele Register im Orgelmuseum Valley erhalten |
| 1875   | Neuthard (Karlsdorf-Neuthard)      | St. Sebastian                             |      | II/P    | 24       | restauriert 1988 |
| 1876   | Saarbrücken                        | Alte Evangelische Kirche                  |      | II/P    | 22       | 1945 zerstört |
| 1877   | Philippsburg                       | St. Maria                                 |      | II/P    | 25       | Im Gehäuse der Vorgängerorgel von Andreas Ubhauser (1811) |
| 1877   | Mannheim                           | St. Sebastian                             |      | III/P   | 36       | 1875 auf der „Kunst und Gewerbe“-Ausstellung in Karlsruhe ausgestellt und 1877 in St. Sebastian eingebaut; 1961 durch die heutige Klais-Orgel ersetzt; Gehäuse und Teil des Pfeifenwerkes erhalten. Rekonstruktion geplant                                                                    |
| 1878   | Distelhausen                       | St. Markus                                |      | II/P    | 18       | restauriert durch Vleugels 1971/88 |
| 1879   | Weidenthal                         | St. Simon und Judas Thaddäus              |      | II/P    | 24       | Das Werk wurde 1972 ersetzt, das Gehäuse ist erhalten. |
| 1879   | Gailingen am Hochrhein             | St. Dionysius                             |      | II/P    | 24       | ursprünglich für den Dom St. Blasien erbaut, seit 1913 in Gailingen; 2011 Ausreinigung durch Vleugels |
| 1879   | Zweibrücken                        | Heilig-Kreuz-Kirche                       |      | II/P    | 24       | 1911 auf 43 Register erweitert, 1945 zerstört |
| 1879   | Saarbrücken                        | Basilika St. Johann                       |      | II/P    | 24       | 1933 durch einen Neubau der Firma Klais ersetzt, dieser wiederum 1974/75 durch die heutige Klais-Orgel ersetzt. |
| 1879   | Eppingen                           | Evangelische Stadtkirche                  |      | II/P    | 26       | erhalten |
| 1890   | Kirchmohr                          | St. Georg                                 |      | I/P     | 10       | 1968 durch Paul Zimnol zwei Register ersetzt, spielbar |
| 1880er | Lambrecht (Pfalz)                  | St. Johannes Nepomuk (heute Herz Jesu)    |      |         |          | nicht erhalten; umgebaut und ersetzt 1946, 1954 und 1972 |
| 1880   | Holzen (Kandern)                   | Evangelische Kirche                       |      | I/P     | 10       | original erhalten |
| 1881   | Metz                               | Garnisonskirche                           |      | II/P    | 34       | im Zweiten Weltkrieg zerstört |
| 1882   | Bietigheim                         | Heilig Kreuz                              |      | II/P    | 18       | mehrere Umbauten, einige Register von Voit erhalten |
| 1882   | Bauschlott                         | Evangelische Kirche                       |      | I/P     | 12       | 1982 von Johannes Rohlf restauriert |
| 1882   | Stadelhofen (Oberkirch)            | St. Wendelin                              |      | I/P     |          | 1963 ersetzt durch einen technischen Neubau unter Verwendung einiger Teile. 1993 Rekonstruktion von Hauptwerk und Pedal im Sinne des Ursprungszustandes durch Orgelbau Vier. |
| 1883   | Pforzheim                          | Schlosskirche St. Michael                 |      | II/P    | 30       | 1944 im Zweiten Weltkrieg zerstört |
| 1883   | Wachenheim                         | St. Georg, prot. Kirchenteil              |      | II/P    | 21       | 1959 Klangumbau durch Paul Sattel (Speyer), das Gehäuse ist erhalten und wurde 1974 beim Neubau durch Werner Owart (Neuhofen) weiterverwendet. |
| 1884   | Villingen                          | Johanneskirche                            |      | II/P    | 22       | 1939 durch einen Neubau der Firma Walcker ersetzt, dieser wiederum 1980 durch einen Neubau von Georges Heintz (Schiltach) ersetzt. Bei den Neubauten wurde jeweils das Pfeifenwerk von Voit wiederverwendet.                                                                                  |
| 1885   | Elzach                             | St. Nikolaus                              |      | II/P    | 20       | 1962 ersetzt → Orgel |
| 1886   | Mühlburg (Karlsruhe)               | St. Peter und Paul                        |      |         |          | vermutlich im Zweiten Weltkrieg zerstört |
| 1886   | Holzen                             | Evangelische Kirche                       |      | I/P     | 10       | 1982 restauriert → Orgel |
| 1886   | Neusatz (Bühl)                     | St. Karl Borromäus                        |      |         |          | 1911 in die neue Kirche übernommen und 1986 durch Späth erweitert. |
| 1887   | Eschbach (Markgräflerland)         | St. Agnes                                 |      | II/P    | 16       | restauriert durch Vleugels 1993 |
| 1887   | Hornberg                           | Evangelische Kirche                       |      | II/P    | 18       | nicht erhalten |
| 1888   | Hugsweier                          | Evangelische Kirche                       |      | II/P    | 14       | |
| 1888   | Greffern                           | St. Johannes und Paulus                   |      | II/P    | 17       | |
| 1888   | Hochstadt (Pfalz)                  | Prot. Kirche                              |      | II/P    | 19       | bis auf die Prospektpfeifen original erhalten → Orgel |
| 1888   | Wollbach (Kandern)                 | Evangelische Kirche                       |      | I/P     | 9        | Pfeifenwerk in der heutigen Vier-Orgel erhalten |
| 1888   | Rittersbach (Elztal)               | St. Georg                                 |      | II/P    | 20       | nicht erhalten |
| 1888   | Sprantal                           | Evangelische Kirche                       |      | I/P     | 7        | nicht erhalten |
| 1888   | Niederhöchstadt                    | St. Nikolaus                              |      | I/P     | 25       | nicht erhalten |
| 1888   | Bad Rappenau                       | Stadtkirche                               |      | II/P    | 14       | 1993 durch einen Neubau der Firma Georges Heintz (Schiltach) ersetzt. |
| 1888   | Hockenheim                         | Evangelische Kirche                       |      | II/P    | 24       | die Orgel war mutmaßlich für den Vorgängerbau errichtet worden, da die heutige Evangelische Kirche erst 1905 fertiggestellt worden ist. |
| 1888   | Steinsfurt                         | Evangelische Kirche                       |      | II/P    | 10       | 1937 durch einen Neubau der Firma Walcker ersetzt. |
| 1888   | Gochsheim                          | St. Michael                               |      | II/P    | 24       | |
| 1888   | Weisweil                           | Evangelische Kirche                       |      | II/P    | 18       | |
| 1889   | Degernau                           | St. Mariä Himmelfahrt                     |      | I/P     | 11       | original erhalten, 2022 restauriert → Orgel |
| 1889   | Feudenheim                         | Johanneskirche                            |      | II/P    | 21       | |
| 1889   | Saint-Avold                        | Lutherische Kirche                        |      | I/P     | 11       | erhalten |
| 1889   | Renchen                            | Heilig Kreuz                              |      | II/P    | 24       | nicht erhalten |
| 1889   | Königsbach-Stein                   | Evangelische Kirche                       |      | II/P    | 21       | nicht erhalten |
| 1890   | Forbach (Baden)                    | St. Johannis                              |      | II/P    | 30       | erste Orgel Voits mit pneumatischen Kegelladen, 1965 abgebrochen |
| 1890   | Edenkoben                          | St. Ludwig                                |      |         |          | nicht erhalten |
| 1890   | Kirkel-Neuhäusel                   | Friedenskirche                            |      | II/P    | 16       | 1965 und 1971 eingreifend neobarockisiert und optisch stark verändert; 2004/10 durch Peter Ohlert klanglich wieder rekonstruiert. |
| 1890   | Zell im Wiesental                  | Stadtkirche                               |      | II/P    | 13       | 1958 durch einen Neubau der Firma Steinmeyer ersetzt. |
| 1890   | Coburg                             | Städtische Aula                           |      |         |          | nicht erhalten |
| 1891   | Kirrlach                           | St. Kornelius und Cyprian                 |      | III/P   | 35       | 1994 technischer Neubau auf mechanischen Schleifladen und Erweiterung der Disposition im Sinne Voits durch Karl Göckel |
| 1891   | Bruchsal                           | Schlosskirche                             |      | II/P    | 24       | 1945 zerstört |
| 1891   | Freiburg im Breisgau               | Christuskirche                            |      | II/P    | 22       | nicht erhalten |
| 1891   | Hayange                            | Reformierte Kirche                        |      | I/P     | 10       | erhalten |
| 1892   | Schopfheim                         | Neue Stadtkirche                          |      | II/P    | 26       | erhalten und restauriert → Orgel |
| 1892   | Jöhlingen                          | St. Martin                                |      | II/P    | 18       | bis auf Prospektpfeifen im Originalzustand erhalten und restauriert |
| 1892   | Bexbach                            | Protestantische Kirche                    |      | II/P    | 15       | 1955 durch Lotar Hintz neobarockisiert; 1983 Rückführung durch Peter Vier |
| 1892   | Kembach (Wertheim)                 | Evangelische Kirche                       |      | I/P     | 10       | restauriert durch Vleugels 1979 |
| 1892   | Bad Säckingen                      | Fridolinsmünster                          |      | II/P    | 28       | 1934 Umbau und Erweiterung durch Julius Schwarz; 1993 ersetzt durch einen Neubau der Firma Klais. |
| 1892   | Weiler (Königsfeld im Schwarzwald) | Evangelische Kirche                       |      | II/P    | 10       | |
| 1893   | Otterbach                          | Mariä Himmelfahrt                         |      |         |          | 1989 erweitert erhalten |
| 1893   | Edingen-Neckarhausen               | Ev. Kirche                                |      | II/P    | 14       | erhalten, jedoch eingelagert, soll in die Musikhochschule Trossingen transferiert werden |
| 1893   | Messelhausen                       | St. Burkhard                              |      | II/P    | 14       | restauriert durch Vleugels 1981 |
| 1893   | Ellmendingen                       | Barbarakirche                             |      | I/P     | 10       | |
| 1894   | St. Ingbert                        | St. Josef                                 |      | II/P    | 35       | 1902 Umbau durch Voit (u. a. wurde das II. Manual schwellbar gemacht); 1933 aufgegangen in einem größeren Neubau durch Späth (III/55). Sowohl ein Großteil des Pfeifenwerkes, als auch der neugotische Prospekt sind erhalten.                                                                |
| 1894   | Luxemburg                          | Synagoge                                  |      | II/P    | 15       | nicht erhalten |
| 1894   | Heckfeld                           | St. Vitus                                 |      | I/P     | 12       | restauriert durch Vleugels 1994 |
| 1894   | Dunzweiler                         | Protestantische Kirche                    |      | I/P     | 8        | Gehäuse bei einem Neubau durch Vleugels 1995 wiederverwendet |
| 1894   | Walsheim                           | St. Pirminius                             |      |         |          | vermutlich 1945 zerstört. Seit 1988 befindet sich in der Kirche eine Orgel der Firma Mayer. |
| 1894   | Bad Säckingen                      | Stadtkirche                               |      | II/P    | 18       | 1982 durch einen Neubau im alten Gehäuse durch Georges Heintz ersetzt → Orgel |
| 1896   | Durlach                            | Stadtkirche Durlach                       |      | III/P   | 41       | Im Gehäuse der Vorgängerorgel von Stumm (1759); 1968 ersetzt durch einen Neubau von Oberlinger, dieser wiederum 1999 ersetzt durch die heutige Goll-Orgel; 5 Register von Voit erhalten. |
| 1896   | Mainz-Amöneburg                    | Maria Immaculata                          |      | II/P    | 14       | 1944 zerstört |
| 1896   | Karlsruhe                          | Großherzoglich-Badische Grabkapelle       |      |         |          | erhalten, aber z. Zt. unspielbar |
| 1896   | Luxemburg-Hollerich                | St. Peter und Paul                        |      | II/P    | 26       | 1934 ersetzt durch einen Neubau der Firma Georges Haupt unter Verwendung einiger Pfeifen. |
| 1897   | Schweich                           | St. Martin                                |      | II/P    | 26       | 1961 ersetzt durch einen Neubau von Hubert Elsen; dieser wiederum 1988 ersetzt durch einen Neubau von Alfred Führer (Wilhelmshaven). |
| 1897   | Laudenbach (Bergstraße)            | Evangelische Kirche                       |      |         |          | 1936 durch einen Neubau der Firma Walcker ersetzt, dabei wurden einige Pfeifen wiederverwendet. |
| 1898   | Saarbrücken                        | Johanneskirche                            |      | II/P    | 31       | Die Voit-Orgel stand auf einer Empore in der Apsis. Sie hatte zwar beide Weltkriege unbeschadet überstanden, fiel allerdings 1962 einem puristischen „Bildersturm“ zum Opfer, bei dem nicht nur die Voit-Orgel, sondern auch die neogotische Ausstattung der Johanneskirche vernichtet wurde. |
| 1898   | Fehrbach                           | St. Josef                                 |      | II/P    | 16       | In den 1960ern eingreifend umgebaut; 2003 Ursprungszustand rekonstruiert durch Orgelbau Vier |
| 1898   | Münsterappel                       | Klosterkirche                             |      |         |          | 1971 durch einen Neubau mit Übernahme des Gehäuses und eines Teils des Pfeifenmaterials von Paul Zimnol aus Kaiserslautern ersetzt. |
| 1898   | Großsachsen                        | Evangelische Kirche                       |      |         |          | 1991 durch einen Neubau der Firma Georges Heintz ersetzt, dabei wurden einige Pfeifen wiederverwendet. |
| 1899   | Montreux-Vieux                     | Saint-Alban                               |      | II/P    | 16       | Opusnummer 882; erhalten |
| 1900   | Bischweier                         | St. Anna                                  |      |         |          | 1960 durch Neubau ersetzt, in dem Teile verändert erhalten sind |
| 1900   | Karlsruhe                          | Stadtkirche                               |      | III/P   | 64       | Orchestrale Disposition; 1942 durch Walcker eingreifend neobarockisierend umgebaut (IV/79), 1944 im Zweiten Weltkrieg zerstört. |
| 1900   | Dirmstein                          | Laurentiuskirche (kath. Teil)             |      | II/P    |          | 1986 technischer Neubau mit III/26 unter Verwendung von Gehäuse und Pfeifenwerk durch Orgelbau Vier |
| 1900   | Erlenbach bei Dahn                 | St. Maria Himmelfahrt und Ägidius         |      | I/P     | 6        | erhalten, restauriert durch Peter Ohlert (Kirkel) |
| 1900   | Trier                              | Treviris-Festhalle                        |      | II/P    | 32       | erste Konzertorgel Voits, 1946 Versetzung auf die Empore, vor Gebäudeabriss 1974 nach Mückeln verschenkt, wo sie teilweise erhalten ist |
| 1900   | Forst an der Weinstraße            | St. Margareta                             |      | II/P    | 14       | original erhalten |
| 1901   | Trierweiler                        | St. Dionysius                             |      | II/P    | 15       | original erhalten; 2007 restauriert durch Orgelbau Romanus Seifert & Sohn (Kevelaer). → Orgel |
| 1902   | Gillenfeld                         | St. Andreas                               |      | II/P    | 17       | Teilrekonstruktion durch Vleugels 2016 |
| 1902   | Koblenz                            | Städtische Festhalle                      |      | III/P   | 45       | Opusnummer 902; 1944 zerstört |
| 1902   | Nunkirchen                         | Herz-Jesu-Kirche                          |      | II/P    | 26       | 1917 abgebaut, 1920 neu aufgebaut; 1980 ersetzt durch einen technischen Neubau im alten Gehäuse mit II/30 durch Hugo Mayer Orgelbau. |
| 1902   | Breitenbronn (Aglasterhausen)      | Evangelische Kirche                       |      | I/P     | 10       | → Orgel |
| 1902   | Unter-Hambach                      | St. Michael                               |      | I/P     | 11       | Nahezu unverändert erhalten, 1987 restauriert. |
| 1903   | Heidelberg                         | Stadthalle                                |      | III/P   | 56       | restauriert und mit zweitem (modernen) Spieltisch versehen durch Vleugels 1993. Am originalen Voit-Spieltisch ist ein IV. Manual für ein später nie realisiertes Fernwerk vorgesehen. Nach Werbeprospekten der Firma Voit „erste Orgel mit fahrbarem Spieltisch und elektrischer Traktur“.    |
| 1903   | Mannheim                           | Musensaal des Rosengartens                |      | III/P   | 48       | pneumatische Traktur; 1938 neobarock umgebaut; nicht erhalten (1943 im Krieg zerstört) |
| 1903   | Saarbrücken                        | Friedenskirche                            |      |         |          | 1944 zerstört |
| 1903   | Luxemburg-Pfaffenthal              | Église Saint-Mathieu                      |      | II/P    | 25       | 1968 große Revision durch die Manufacture d'orgues luxembourgeoise Georg Westenfelder Lintgen. Die pneumatische Traktur wurde elektrifiziert, die Orgel erhielt einen neuen Spieltisch, das Pfeifenwerk blieb unangetastet.                                                                   |
| 1904   | Weingarten (Baden)                 | St. Michael                               |      | II/P    | 23       | Gehäuse verwendet durch Vleugels bei Neubau 1981 |
| 1904   | Speyer                             | Gedächtniskirche der Protestation         |      | II/P    | 17       | Interimsorgel; 1910 durch Franz Kämmerer nach St. Martin in Bexbach versetzt; 1964 durch die heutige Mayer-Orgel ersetzt. |
| 1904   | Broggingen                         | Evangelische Kirche                       |      | II/P    | 12       | 1963 umfangreicher Klangumbau → Orgel |
| 1904   | Hetzerath (Eifel)                  | St. Hubertus                              |      | II/P    | 14       | Im Rahmen des Kirchenneubaus ging die Orgel bereits 1914 in einem bis heute erhaltenen Neubau der Firma Voit auf (siehe dort). |
| 1904   | Asbach (Obrigheim)                 | St. Maria                                 |      | II/P    | 11       | restauriert durch Vleugels 2009 |
| 1904   | Marly (Moselle)                    | Saint-Brice                               |      | II/P    | 18       | 1954 ersetzt durch einen Neubau im alten Gehäuse der Firma Haerpfer & Erman. |
| 1905   | Karlsruhe                          | St. Bernhard                              |      |         |          | mit drei Hochdruckregistern; nicht erhalten (1944 zerstört); 1949 Neubau einer Interimsorgel; diese 1959 ersetzt durch Neubau von Carl Hess; die Hess-Orgel wurde 2018 wiederum ersetzt durch Neubau von Mühleisen                                                                            |
| 1905   | Baden-Baden                        | Stiftskirche                              |      | III/P   | 43       | 1928 durch Voit erweitert; 1958 durch einen Neubau der Nachfolgefirma Carl Hess ersetzt, dieser wiederum 1990 durch die heutige Rohlf-Orgel ersetzt; einige Register erhalten |
| ~ 1905 | München-Solln                      | St. Johann Baptist                        |      |         |          | Das exakte Baujahr ist nicht bekannt. Die Orgel muss zwischen 1905 (Fertigstellung der Kirche) und 1908 (Nennung in einer Werkliste aus diesem Jahr) entstanden sein; 1940/41 durch einen Neubau der Firma Nenninger ersetzt.                                                                 |
| 1906   | Jena                               | Volkshaus                                 |      | III/P   | 48       | Opusnummer 975; starke Heizungsschäden; 1986 durch Neubau von Sauer ersetzt → Orgel |
| 1906   | Karlsruhe                          | St. Cyriakus                              |      | II/P    | 25       | im Silbermanngehäuse aus Baden-Baden; erhalten; trägt die Opusnummer 971 → Orgel |
| 1907   | Karlsruhe                          | Lutherkirche                              |      | III/P   | 42       | im Zweiten Weltkrieg stark beschädigt, 1952 durch Neubau von Walcker (III/37) ersetzt |
| 1907   | Mannheim                           | Lutherkirche                              |      | III/P   | 38       | größte erhaltene Kirchenorgel von Heinrich Voit, zuerst nach Kriegsschäden 1970 neobarock umgebaut; 2000 nahezu auf den Ursprungszustand restauriert. |
| 1907   | Lichtental (Baden-Baden)           | Lutherkirche                              |      | II/P    |          | 1976 abgebrochen |
| 1907   | Budapest (Ungarn)                  | Landes-Musik-Akademie Franz Liszt         |      | IV/P    | 74       | Mehrfach umgebaut; 1967 Bau einer Walcker-Orgel hinter dem originalen Prospekt; 2018 Vollständige Rekonstruktion durch Klais und AerisOrgona Kft. |
| 1907   | Russe (Bulgarien)                  | St Paul vom Kreuz-Kathedrale              |      | II/P    | 12       | erhalten |
| 1907   | Köln                               | altkath. Kirche Christi Auferstehung      |      | II/P    | 21       | im Zweiten Weltkrieg zerstört |
| 1907   | Langenbrücken (Bad Schönborn)      | St. Vitus                                 |      |         |          | Im barocken Gehäuse von Seuffert (1755); 1992 ersetzt durch einen Neubau der Firma Karl Göckel. |
| 1908   | Karlsruhe                          | St. Bonifatius                            |      | III/P   | 41       | gravierend umgebaut durch Hess 1950 und Bormann 1979, Reste erhalten |
| 1908   | Karlsruhe-Rüppurr                  | Christkönig                               |      | II/P    |          | 1936 in die neue Pfarrkirche übernommen; 1939 durch einen Neubau von Carl Hess unter Verwendung der ehemaligen Karlsruher Synagogenorgel (ebenfalls Voit 1875) ersetzt, diese wiederum 1984/86 durch die heutige Albiez/Vleugels-Orgel ersetzt.                                               |
| 1910   | Höpfingen                          | St. Ägidius                               |      | II/P    | 23       | Gehäuse verwendet durch Vleugels bei Neubau 1982 |
| 1910   | Düsseldorf-Pempelfort              | Kreuzkirche                               |      | III/P   | 44       | nicht erhalten, 1966 ersetzt durch Neubau von Alexander Schuke, Potsdam (III+P/45) |
| 1911   | Helmsheim                          | Melanchtonkirche                          |      | II/P    | 10       | erhalten |
| 1912   | Paris                              | „Hochschule für klassische Musik“         |      | III/P   | 54       | alle Werke schwellbar; 1928 an die Benediktinerabtei Paris verkauft; nicht erhalten |
| 1912   | Baden-Baden                        | Hofgut Maria Halden                       |      |         |          | Hausorgel mit Organola; erhalten |
| 1912   | Prag                               | Smetana-Saal im Repräsentationshaus       |      | III/P   | 70       | erhalten, restauriert durch Vleugels 1997 |
| 1912   | Frankfurt am Main                  | Dr. Hoch’s Konservatorium (Großer Saal)   |      | III/P   | 36       | später neobarock umgebaut, 1943 im Zweiten Weltkrieg zerstört |
| 1912   | Großkarlbach                       | Evangelische Kirche                       |      | II/P    | 13       | 1981 durch die heutige Owart-Orgel ersetzt. |
| 1913   | Mannheim                           | Schlosskirche                             |      |         |          | nicht erhalten |
| 1913   | Rotenberg (Rauenberg)              | St. Nikolaus                              |      |         |          | nicht erhalten |
| 1913   | Martinshöhe                        | St. Martin                                |      | II/P    | 20       | 1974 leicht umdisponiert, erhalten |
| 1913   | Emmendingen                        | Simultankirche im Zentrum für Psychiatrie |      | II/P    | 12       | 1995 restauriert durch Jäger & Brommer. |
| 1913   | Hagenbach                          | St. Michael                               |      | II/P    | 28       | im barocken Gehäuse von Johann Michael Hartung (1752), 1953 Neobarockisierung der Disposition durch Ernst Steuer. → Orgel |
| 1914   | Hetzerath (Eifel)                  | St. Hubertus                              |      | II/P    | 25       | Im Jugendstilprospekt; Unter Verwendung von Teilen der Vorgängerorgel, die 1904 ebenfalls von Voit erbaut worden war; bis heute original erhalten. |
| 1915   | Karlsruhe                          | Konzerthaus                               |      | III/P   | 60       | nicht erhalten (1944 zerstört) |
| 1915   | Wöllstein                          | St. Remigius                              |      | II/P    | 15       | Teilrestaurierung durch Vleugels 1998 |
| 1916   | Baden-Baden                        | Kurhaus                                   |      | III/P   | 53       | unsichtbar über der Bühne eingebaut; bei Renovierung um 1960 entfernt und eingelagert; 2021–23 Restaurierung und Umsetzung nach Mariä Himmelfahrt (Erbendorf) durch Vleugels. |
| 1917   | Krefeld                            | Stadthalle                                |      | III/P   | 61       | nicht erhalten; die vorhandene Reubke-Orgel wurde abgebaut und das Material teilweise für die Benediktinerkirche Villingen verwendet |
| 1917   | Villingen                          | Benediktinerkirche                        |      | III/P   | 39       | nicht erhalten; Teile aus der abgebauten Reubke-Orgel der Stadthalle Krefeld |
| 1921   | Baden-Baden                        | St. Bernhard                              |      | III/P   | 47       | stark verändert erhalten: 1921 Teilbau durch Voit; 1925 erweitert durch Schwarz, 1959 neobarock umgebaut; 2010 annähernd auf den Zustand von 1925 rückgeführt |
| 1921   | Schönbrunn (Baden)                 | Evangelische Kirche                       |      | II/P    | 13       | Im Gehäuse der Vorgängerorgel von Voit (1860); 1950 Eingreifender Umbau durch Walcker: Elektrifizierung, Umdisponierung und Austausch der Manualwindladen |
| 1928   | Todtmoos                           | Unserer Lieben Frau                       |      | II/P    | 33       | im barocken Gehäuse aus dem 18. Jahrhundert, 1966 durch einen Neubau der Firma Mönch ersetzt |
| ?      | Baden-Baden                        | Dreieichenkapelle                         |      |         |          | durch Brand 1979 zerstört |